# Гавацці
Гавацці (Gavazzi) — родина ломбардських банкірів і промисловців з Дезіо.
Побудувавши в Дезіо одну з перших в Італії повністю механізованих текстильних фабрик, ця родина стала відігравати важливу роль в міській політиці. Наприкінці XIX — початку XX ст. вона зв'язала стосунки з багатьма аристократичними сімействами Ломбардії, проте сама дворянською родиною не стала.
Сімейний банк, який почався з простої місцевої каси взаємодопомоги, виріс до сучасного Banco Desio, що належить до однойменної банківської групи. Президентом банку є член родини Гавацці.